# تیم ملی والیبال زنان ساموآی آمریکا
تیم ملی والیبال زنان ساموآی آمریکا (انگلیسی: American Samoa women's national volleyball team) تیم ملی والیبال مختص زنان اهل ساموآی آمریکا است که به عنوان نماینده ساموآی آمریکا در رقابت‌های رسمی و دوستانه با حریفان به رقابت می‌پردازند.